# Sandborn
La ville américaine de Sandborn est située dans le comté de Knox, dans l’État de l’Indiana. Sa population s’élevait à 415 habitants lors du recensement de 2010.

## Source
- (en) Cet article est partiellement ou en totalité issu de l’article de Wikipédia en anglais intitulé « Sandborn, Indiana » (voir la liste des auteurs).